# Музей искусства и истории иудаизма (Париж)
Парижский музей искусства и истории иудаизма (фр. Musée d'Art et d'Histoire du Judaïsme) был открыт в 1998 году с целью ознакомить посетителей с важнейшими понятиями основ иудейской культуры.

## Экспозиция
Музей организован таким образом, что каждый зал (кроме первого) представляет отдельную тему, определённую конкретным временем и местом:
1. Введение
2. Евреи в средневековой Франции
3. Евреи Италии от эпохи Возрождения до XVIII века
4. Ханука
5. Амстердам, встреча двух диаспор
6. «В следующем году в Иерусалиме!»
7. Мир ашкеназов
8. Мир сефардов
9. Интеграция в современное общество — Франция XIX век
10. Интеллектуальные и политические движения в Европе конца XIX — начала XX века
11. Евреи в искусстве XX века
12. Быть евреем в Париже 1939 года
13. Современный еврейский мир

## Практическая информация
Музей расположен в Париже, район Маре, ближайшие станции метро — Rambuteau и Hôtel de Ville.
- Адрес: 71, rue du Temple, 75003 Paris.
- Музей открыт каждый день кроме субботы.
- Часы работы: с 11:00 до 18:00, по воскресеньям с 10:00.